# Cristo Pensativo

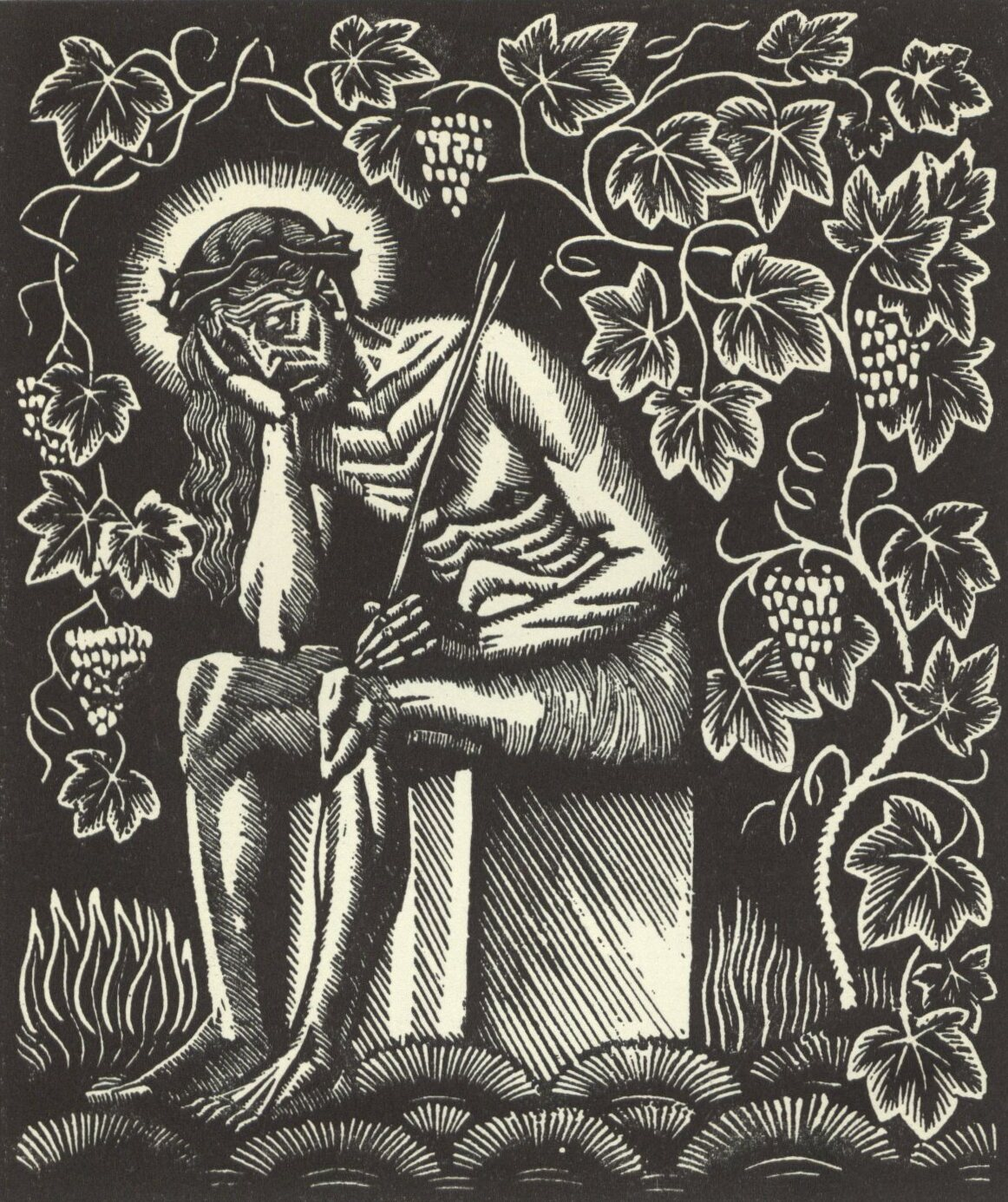
"Cristo Pensativo" (Chrystus Frasobliwy) por Władysław Skoczylas

O Cristo Pensativo (em alemão: Christus im Elend – 'Cristo em Aflição' ou Christus in der Rast; em polonês/polaco: Chrystus Frasobliwy – 'Cristo Preocupado'; em lituano: Rūpintojėlis) é um tema na iconografia cristã que representa Jesus contemplativo, sentado com a cabeça apoiada em sua mão, usando a Coroa de Espinhos e exibindo marcas de sua flagelação. É, portanto, uma imagem de Jesus pouco antes de sua crucificação, embora seja mais uma imagem devocional (andachtsbild) do que uma representação de um momento real na narrativa da Paixão de Cristo. O Cristo Pensativo é muito mais comum na escultura do que na pintura, onde o similar Homem das Dores é mais frequentemente representado (neste, Jesus é mostrado com as feridas da crucificação).

## Desenvolvimento da imagem
As primeiras representações conhecidas do Cristo Pensativo ocorrem em esculturas do norte da Alemanha da segunda metade do século XIV, adotando uma pose já encontrada em pinturas dos preparativos para a crucificação, onde Jesus está sentado pensativo enquanto os soldados trabalham para erguer a cruz. Antes disso, a pose havia sido usada para a figura de Jó em Aflição, que segundo a tipologia é uma das prefigurações de Cristo. Os historiadores da arte relacionam seu surgimento com a Devotio Moderna (Latim para "devoção moderna"), que enfatizava a natureza humana de Jesus como modelo para os fiéis seguirem.
A maioria das estátuas do Cristo Pensativo foi feita por volta de 1500 e no primeiro quarto do século XVI, às vésperas da Reforma Protestante. A maior parte delas está preservada na área do noroeste da Boêmia e da Saxônia, regiões fortemente afetadas pela Reforma. Cristo é retratado em um momento específico de seu sofrimento terreno, quando descansa enquanto carrega a cruz a caminho do Gólgota. Ele é assim apresentado ao fiel em sua natureza humana e convida à contemplação.
A imagem se tornou especialmente popular na Silésia e na Pomerânia, e posteriormente na Polônia e na Lituânia, onde se enraizou fortemente na arte popular de esculturas em madeira feitas pelos Dievdirbiai (escultores populares lituanos; exemplo abaixo).
Uma imagem relacionada, o Herrgottsruh ("Repouso do Senhor" em alemão), não apresenta o queixo apoiado em uma mão; Cristo está sentado, frequentemente com as mãos cruzadas no colo. Esta representação apareceu na pintura italiana no final do século XIV e logo se espalhou para a escultura no sul da Alemanha e na Áustria.

## Galeria

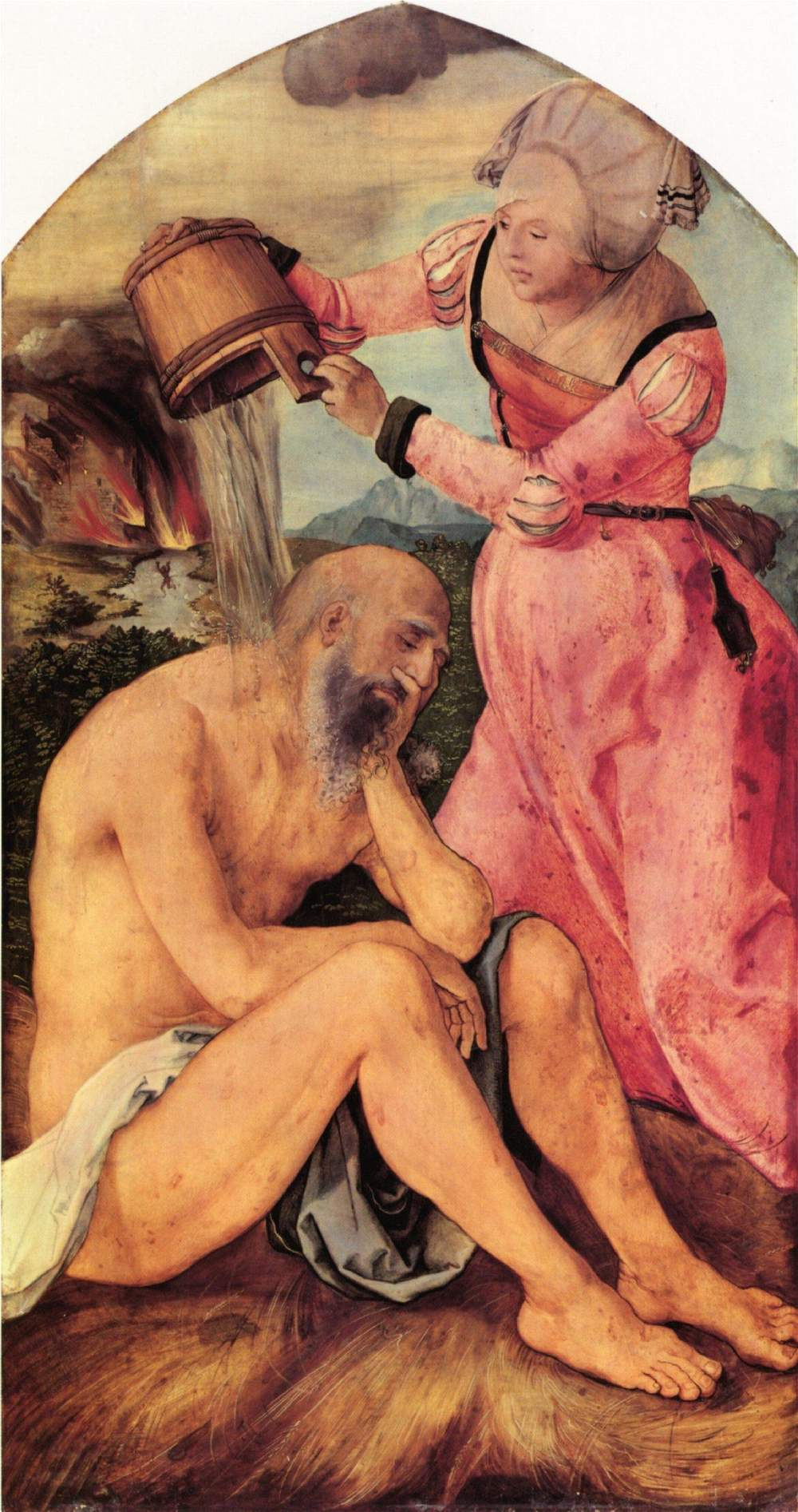
Jó, em sua pose tradicional, por Albrecht Dürer
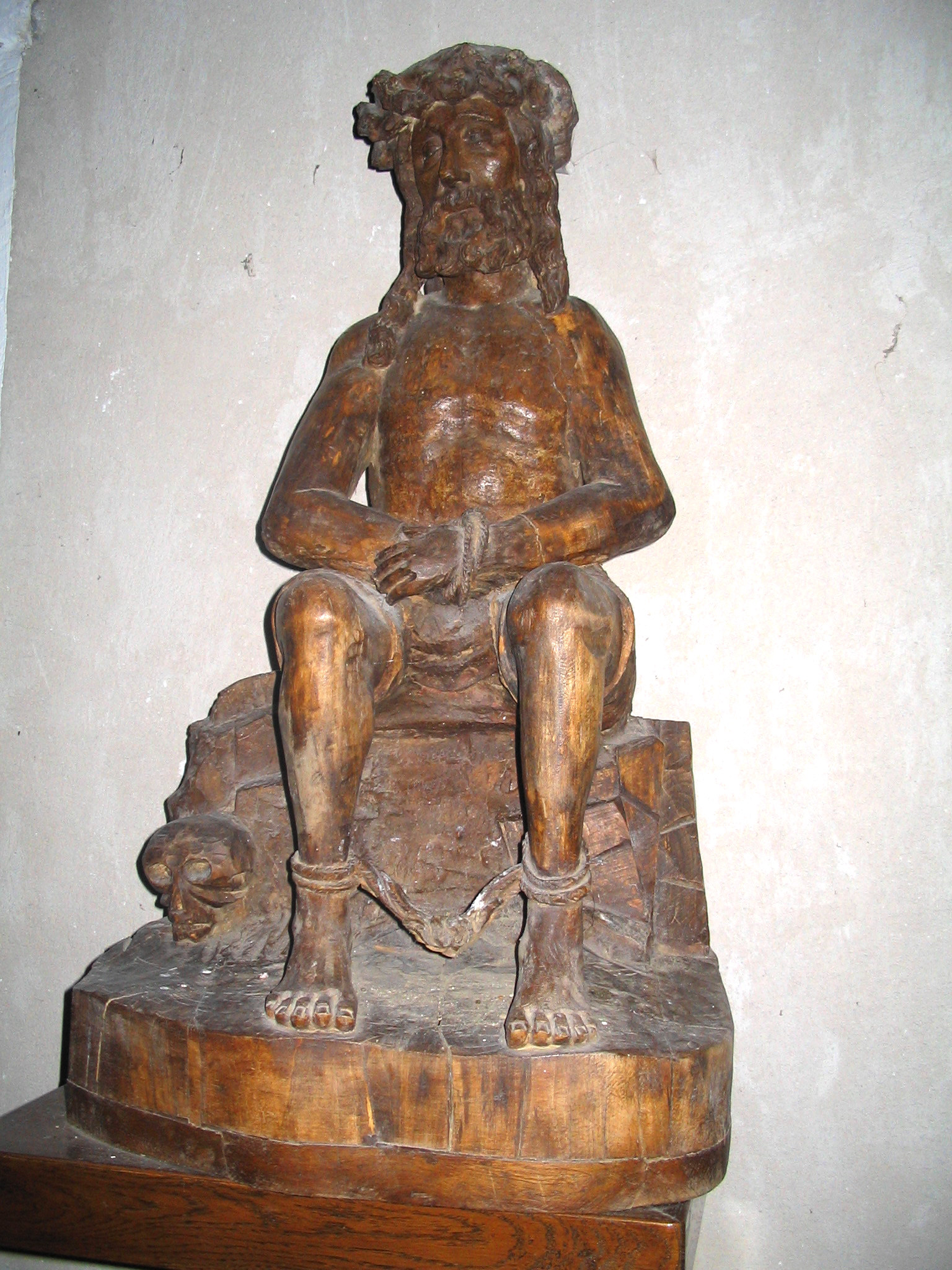
Escultura do século XVI do Jura (França)
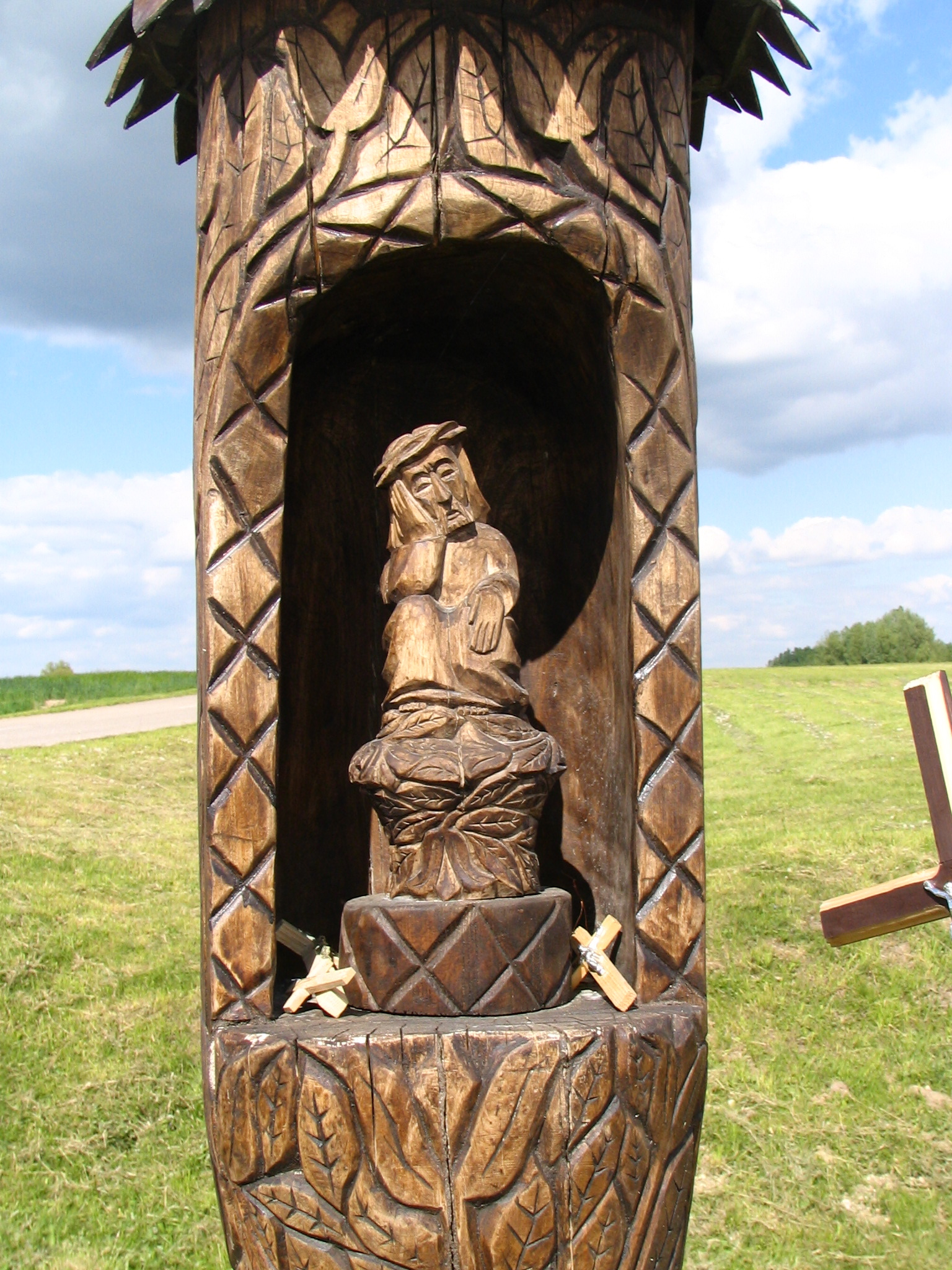
Santuário à beira da estrada com um Cristo Pensativo na Lituânia

### Na Alemanha

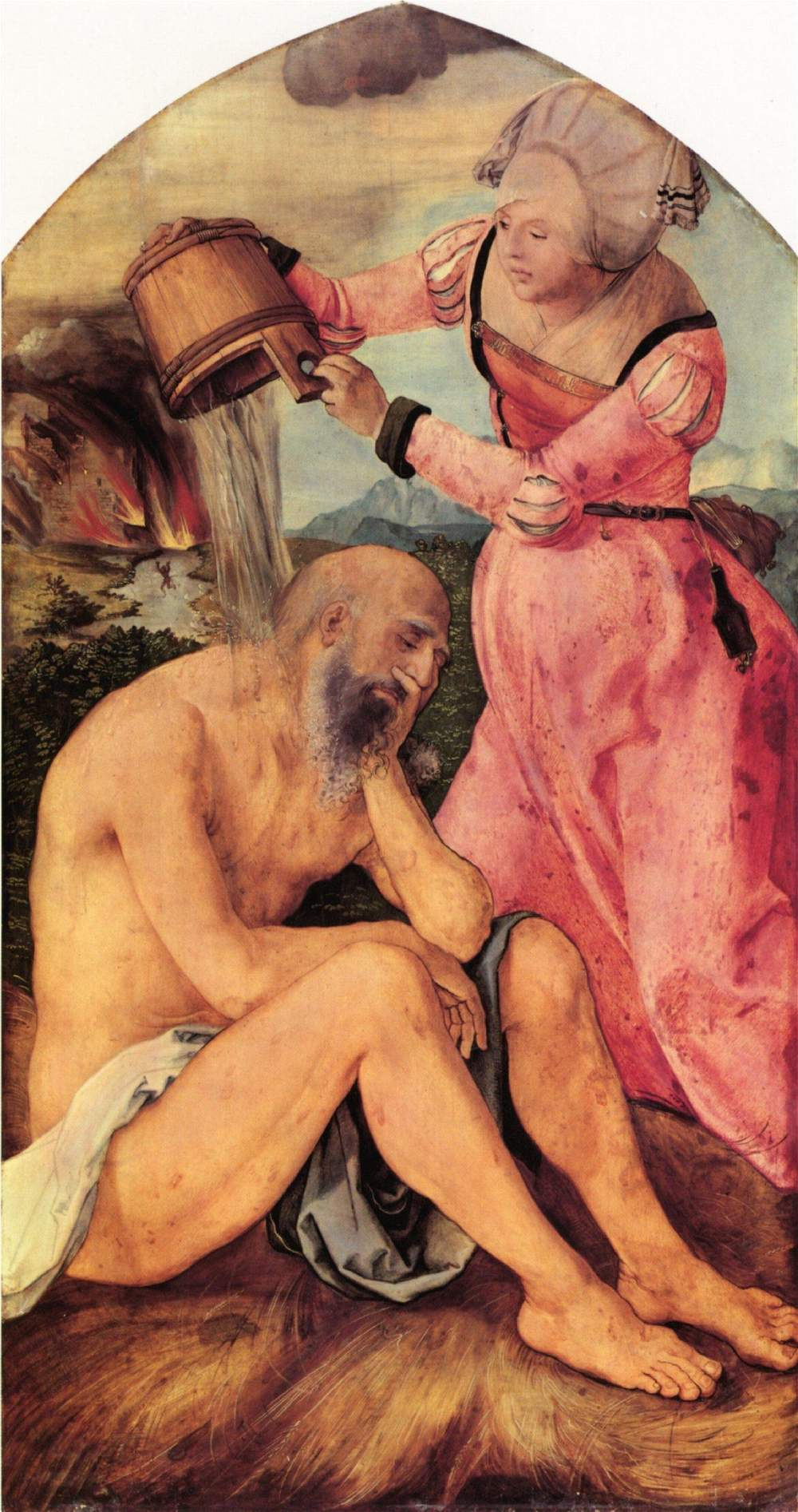
Jó, em sua pose tradicional, por Albrecht Dürer
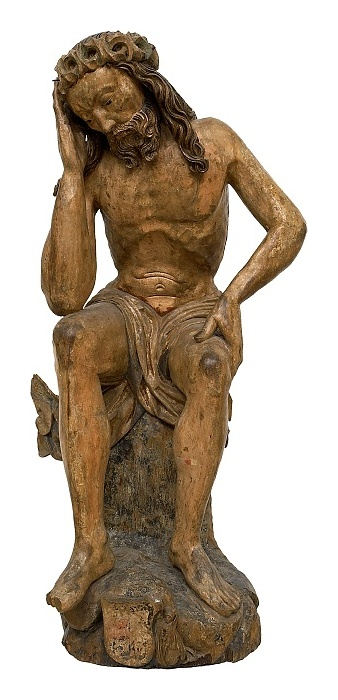
Cristo Pensativo de Seeberg (por volta de 1509)
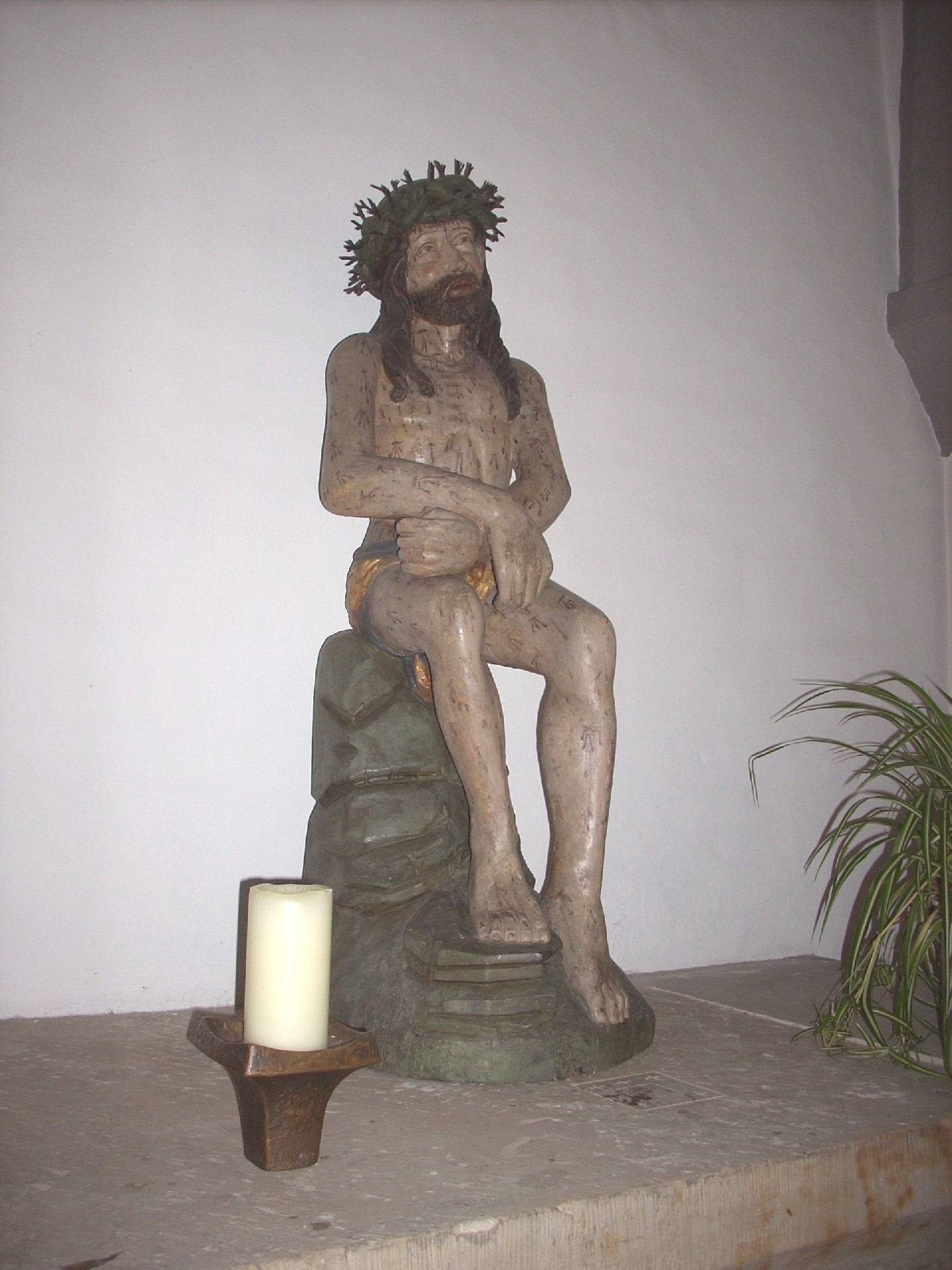
Herrgottsruh alemão
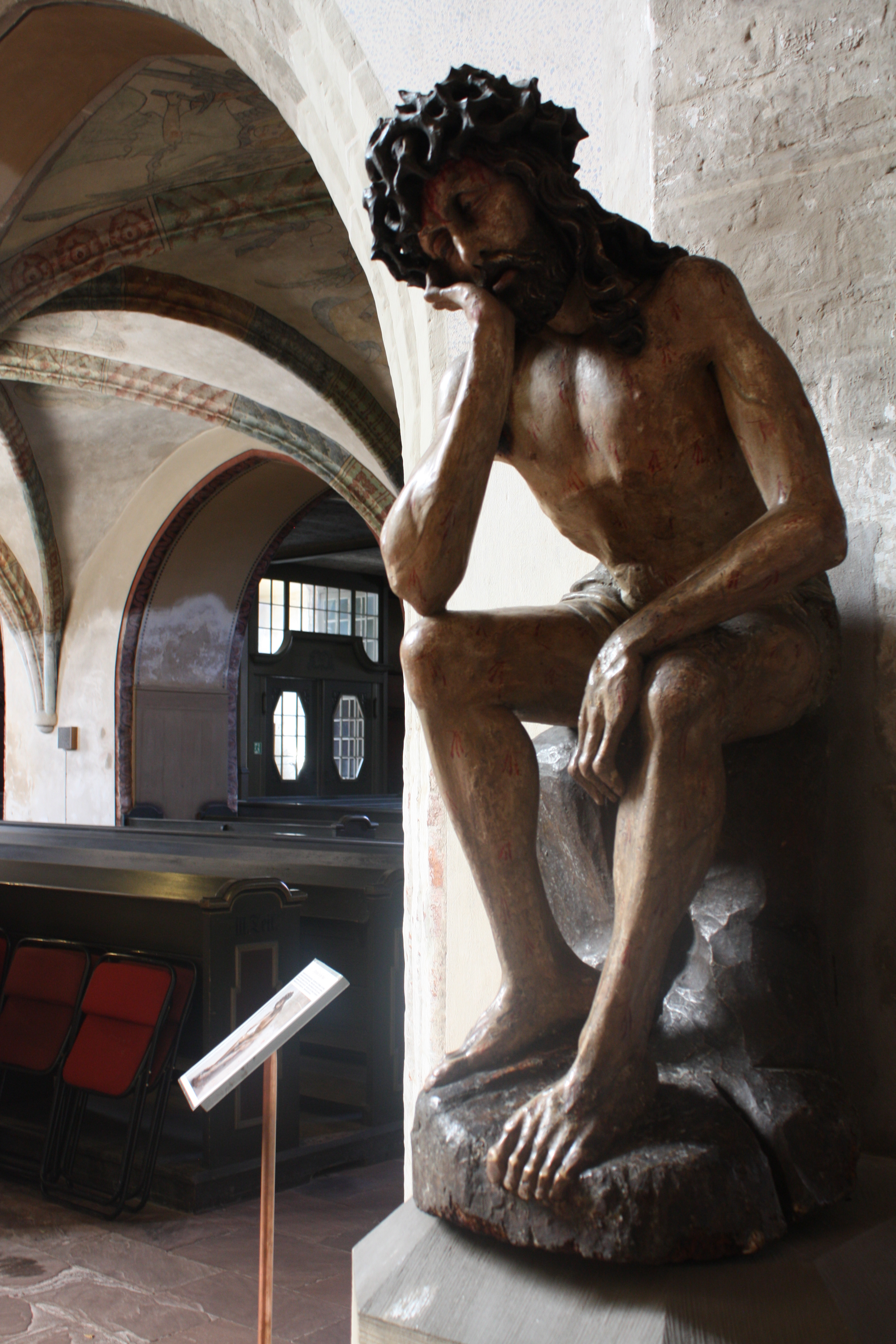
Estátua de um Cristo Pensativo, Dreifaltigkeitskirche, Görlitz, Alemanha

### Na Polônia

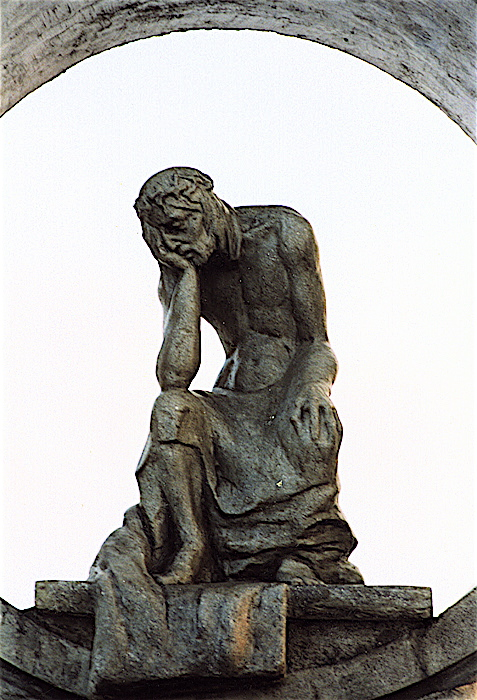
Santuário à beira da estrada com um Cristo Pensativo em Kurowice, Polônia
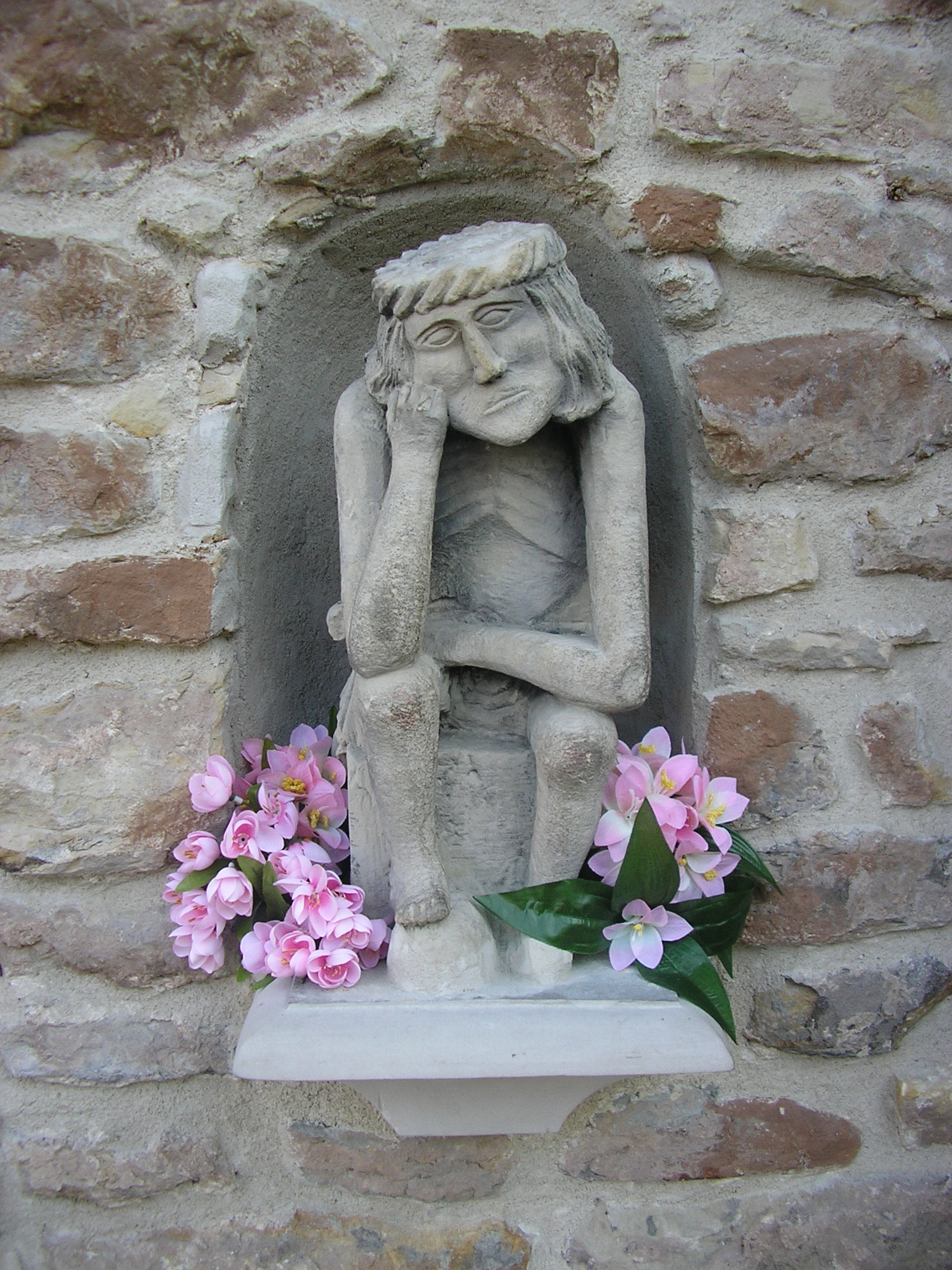
"Cristo Pensativo" (Chrystus Frasobliwy) na Igreja de São Sigismundo, Szydlowiec, Polônia
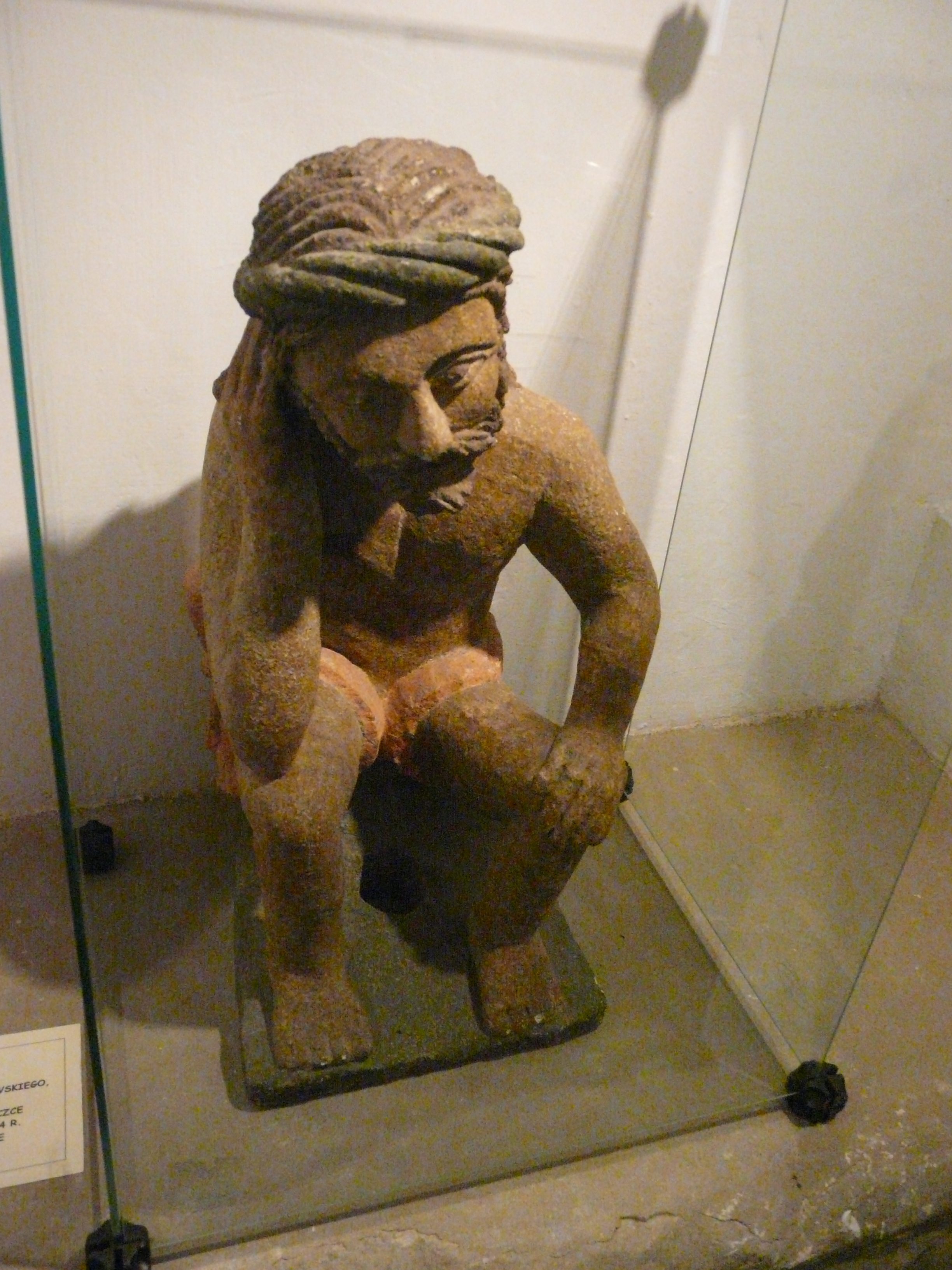
Chrystus Frasobliwy, século XVI, Muzeum Regionalne PTTK, Gorlice (Polônia)
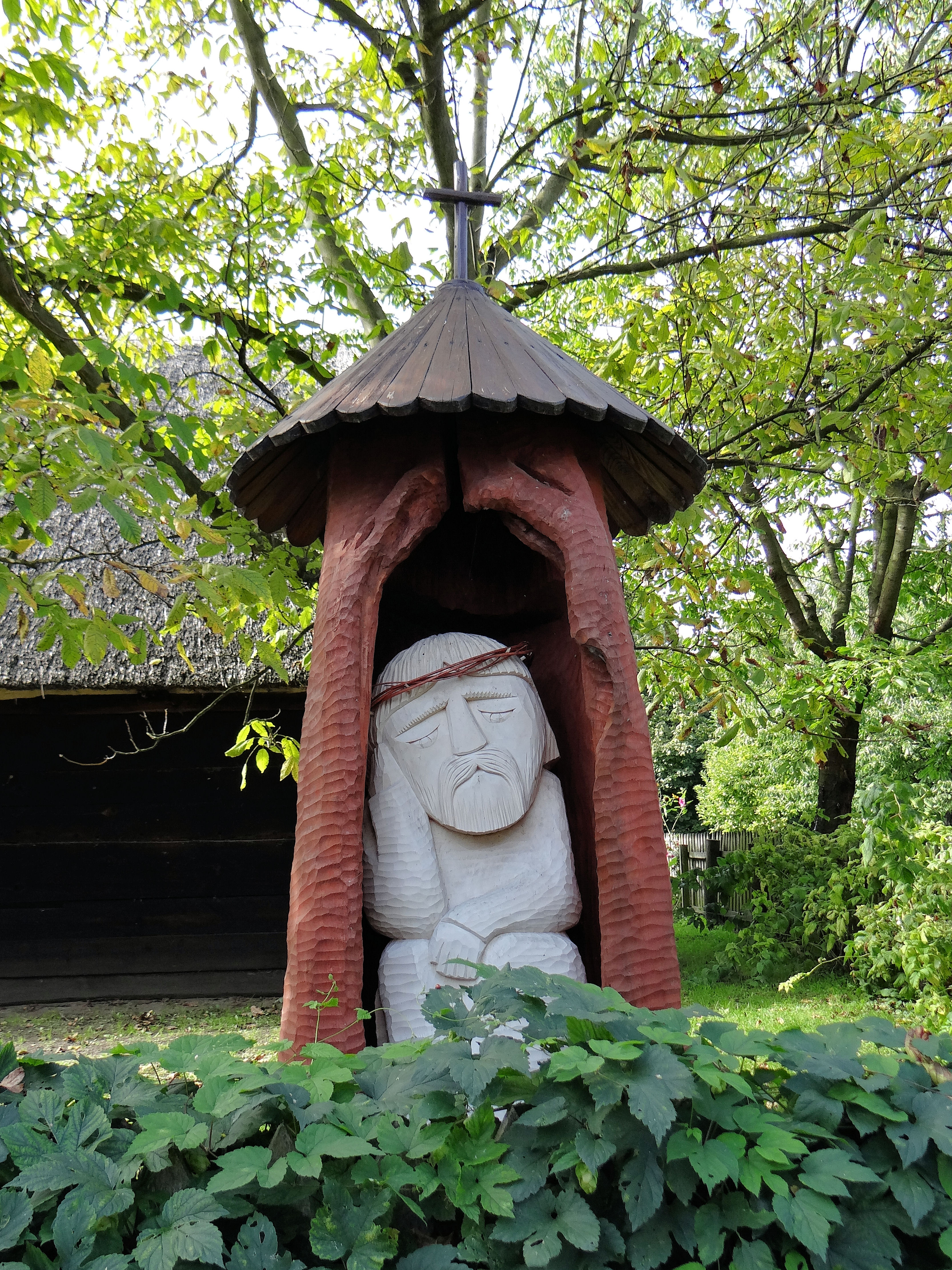
Chrystus Frasobliwy, museu etnográfico ao ar livre, Gosławice (Polônia)